# Edmond Amran El Maleh
Edmond Amran El Maleh (Safim, 30 de março de 1917 - Rabat, 15 de novembro de 2010) foi um escritor marroquino.
Autor de livros como: "Lettres à moi-même" e "Aïlen ou la nuit du récit", Edmond ganhou o Grande Prêmio de Marrocos (prêmio literário) em 1996.
Edmond Amran El Maleh faleceu no dia 15 de novembro de 2010, aos 93 anos de idade.